# Вольрю
Вольрю (фр. Vaulruz) — громада  в Швейцарії в кантоні Фрібур, округ Грюєр.

## Географія
Громада розташована на відстані близько 55 км на південний захід від Берна, 24 км на південний захід від Фрібура.
Вольрю має площу 10,1 км², з яких на 8,9% дозволяється будівництво (житлове та будівництво доріг), 64,6% використовуються в сільськогосподарських цілях, 26,3% зайнято лісами, 0,3% не є продуктивними (річки, льодовики або гори).

## Демографія
2019 року в громаді мешкало 1071 особа (+6,5% порівняно з 2010 роком), іноземців було 15%. Густота населення становила 106 осіб/км².
За віковим діапазоном населення розподілялося таким чином: 21,9% — особи молодші 20 років, 62,5% — особи у віці 20—64 років, 15,6% — особи у віці 65 років та старші. Було 428 помешкань (у середньому 2,5 особи в помешканні).
Із загальної кількості 593 працюючих 57 було зайнятих в первинному секторі, 206 — в обробній промисловості, 330 — в галузі послуг.